# Governatore del Nebraska
Il governatore del Nebraska è il capo dell'esecutivo statale dello stato statunitense del Nebraska.

## Elenco
Democratico (12)  
  Repubblicano (27)
  Democratico-Populista (2)
| #  | Foto | Nome                    | Mandato          | Mandato          | Partito               | Vicegovernatore |
| #  | Foto | Nome                    | Inizio           | Termine          | Partito               | Vicegovernatore |
| -- | ---- | ----------------------- | ---------------- | ---------------- | --------------------- | --------------- |
| 1  |      | David Butler            | 21 febbraio 1867 | 2 giugno 1871    | Repubblicano          |                 |
| 2  |      | Robert Wilkinson Furnas | 13 gennaio 1873  | 11 gennaio 1875  | Repubblicano          |                 |
| 3  |      | Silas Garber            | 11 gennaio 1875  | 9 gennaio 1879   | Repubblicano          |                 |
| 4  |      | Albinus Nance           | 9 gennaio 1879   | 4 gennaio 1883   | Repubblicano          |                 |
| 5  |      | James W. Dawes          | 4 gennaio 1883   | 6 gennaio 1887   | Repubblicano          |                 |
| 6  |      | John Milton Thayer      | 6 gennaio 1887   | 8 febbraio 1892  | Repubblicano          |                 |
| 7  |      | James E. Boyd           | 8 febbraio 1892  | 13 gennaio 1893  | Democratico           |                 |
| 8  |      | Lorenzo Crounse         | 13 gennaio 1893  | 3 gennaio 1895   | Repubblicano          |                 |
| 9  |      | Silas A. Holcomb        | 3 gennaio 1895   | 5 gennaio 1899   | Democratico-Populista |                 |
| 10 |      | William A. Poynter      | 5 gennaio 1899   | 3 gennaio 1901   | Democratico-Populista |                 |
| 11 |      | Charles H. Dietrich     | 3 gennaio 1901   | 1º maggio 1901   | Repubblicano          |                 |
| 12 |      | Ezra P. Savage          | 1º maggio 1901   | 8 gennaio 1903   | Repubblicano          |                 |
| 13 |      | John H. Mickey          | 8 gennaio 1903   | 3 gennaio 1907   | Repubblicano          |                 |
| 14 |      | George L. Sheldon       | 3 gennaio 1907   | 7 gennaio 1909   | Repubblicano          |                 |
| 15 |      | Ashton C. Shallenberger | 7 gennaio 1909   | 5 gennaio 1911   | Democratico           |                 |
| 16 |      | Chester H. Aldrich      | 5 gennaio 1911   | 9 gennaio 1913   | Repubblicano          |                 |
| 17 |      | John H. Morehead        | 9 gennaio 1913   | 4 gennaio 1917   | Democratico           |                 |
| 18 |      | Keith Neville           | 4 gennaio 1917   | 9 gennaio 1919   | Democratico           |                 |
| 19 |      | Samuel R. McKelvie      | 9 gennaio 1919   | 3 gennaio 1923   | Repubblicano          |                 |
| 20 |      | Charles W. Bryan        | 3 gennaio 1923   | 8 gennaio 1925   | Democratico           |                 |
| 21 |      | Adam McMullen           | 8 gennaio 1925   | 3 gennaio 1929   | Repubblicano          |                 |
| 22 |      | Arthur J. Weaver        | 3 gennaio 1929   | 8 gennaio 1931   | Repubblicano          |                 |
| 23 |      | Charles W. Bryan        | 8 gennaio 1931   | 3 gennaio 1935   | Democratico           |                 |
| 24 |      | Robert Leroy Cochran    | 3 gennaio 1935   | 9 gennaio 1941   | Democratico           |                 |
| 25 |      | Dwight Griswold         | 9 gennaio 1941   | 9 gennaio 1947   | Repubblicano          |                 |
| 26 |      | Val Peterson            | 9 gennaio 1947   | 8 gennaio 1953   | Repubblicano          |                 |
| 27 |      | Robert B. Crosby        | 8 gennaio 1953   | 6 gennaio 1955   | Repubblicano          |                 |
| 28 |      | Victor E. Anderson      | 6 gennaio 1955   | 8 gennaio 1959   | Repubblicano          |                 |
| 29 |      | Ralph G. Brooks         | 8 gennaio 1959   | 9 settembre 1960 | Democratico           |                 |
| 30 |      | Dwight W. Burney        | 9 settembre 1960 | 5 gennaio 1961   | Repubblicano          |                 |
| 31 |      | Frank B. Morrison       | 5 gennaio 1961   | 5 gennaio 1967   | Democratico           |                 |
| 32 |      | Norbert T. Tiemann      | 5 gennaio 1967   | 7 gennaio 1971   | Repubblicano          |                 |
| 33 |      | J. James Exon           | 7 gennaio 1971   | 4 gennaio 1979   | Democratico           |                 |
| 34 |      | Charles Thone           | 4 gennaio 1979   | 6 gennaio 1983   | Repubblicano          |                 |
| 35 |      | Bob Kerrey              | 6 gennaio 1983   | 9 gennaio 1987   | Democratico           |                 |
| 36 |      | Kay Orr                 | 9 gennaio 1987   | 9 gennaio 1991   | Repubblicano          |                 |
| 37 |      | Ben Nelson              | 9 gennaio 1991   | 7 gennaio 1999   | Democratico           |                 |
| 38 |      | Mike Johanns            | 7 gennaio 1999   | 20 gennaio 2005  | Repubblicano          |                 |
| 39 |      | Dave Heineman           | 20 gennaio 2005  | 8 gennaio 2015   | Repubblicano          |                 |
| 40 |      | Pete Ricketts           | 8 gennaio 2015   | 5 gennaio 2023   | Repubblicano          |                 |
| 41 |      | Jim Pillen              | 5 gennaio 2023   | in carica        | Repubblicano          |                 |